# Júlio Machado Vaz
Júlio Guilherme Ferreira Machado Vaz ComIH (Porto, 16 de Outubro de 1949) é um médico psiquiatra e sexólogo português.

## Biografia
Filho do professor universitário Júlio Machado de Sousa Vaz e da cantora Maria Clara, é bisneto de Bernardino Machado, filho do 1.º Barão de Joane.
Doutorou-se em Psicologia Médica e foi Professor auxiliar do Departamento de Ciências do Comportamento do Instituto de Ciências Biomédicas Abel Salazar da Universidade do Porto, onde foi regente da cadeira de Antropologia Médica, e ainda professor do Mestrado de Sexologia da Universidade Lusófona de Humanidades e Tecnologias. É vice-presidente da Sociedade Portuguesa de Sexologia Clínica.
A 30 de Janeiro de 2006 foi feito Comendador da Ordem do Infante D. Henrique.

## Televisão
Participou em diversos programas de rádio e televisão, mantendo-se actualmente (Maio de 2009) na Antena 1 (RDP) com O Amor É… (com a jornalista Inês Menezes) de segunda a sexta e, aos domingos de manhã, em emissão alargada.
É, desde 2010, comentador do programa desportivo Trio d'Ataque, onde representa o Sport Lisboa e Benfica.

## Prémios
Foi premiado, em 2005, com o Prémio Arco-íris, da Associação ILGA Portugal, pelo seu contributo na luta contra a discriminação e homofobia.